# Methanothermus
A Methanothermus a Methanothermaceae családba tartozó Archaea nem. Az archeák – ősbaktériumok – egysejtű, sejtmag nélküli prokarióta szervezetek.

### Tudományos folyóiratok
- (2010. március 1.) „Thermophilic anaerobic digestion: the best option for waste treatment” 30 (1), 31–40. o. DOI:10.3109/07388550903330505. PMID 20148754.
- Stetter KO (1981). „Methanothermus fervidus sp. nov., a novel extremely thermophilic methanogen isolated from an Icelandic hot spring”. Zentralbl. Mikrobiol. Parasitenkd. Infektionskr. Hyg. Abt. 1 Orig. C2, 166–178. o.

### Tudományos adatbázisok
- Methanothermus PubMed hivatkozásai
- Methanothermus PubMed Central hivatkozásai
- Methanothermus Google Scholar hivatkozásai